# Борислав Гидиков
Борислав Гидиков (3 листопада 1965) — болгарський важкоатлет.
Олімпійський чемпіон 1988 року в категорії до 75 кг.
Чемпіон світу 1987 року в категорії до 75 кг, срібний призер 1986 року в категорії до 75 кг.
Срібний призер Чемпіонату Європи 1986 року в категорії до 75 кг, бронзовий призер 1987 року в категорії до 75 кг.